# Taven Bryan
Taven Coal Bryan (Casper, Wyoming, 11 de marzo de 1996) más conocido como Taven Bryan, es un jugador profesional estadounidense de fútbol americano que se desempeña en la posición de defensive tackle en Indianapolis Colts, equipo de la National Football League (NFL).

## Carrera
Fue seleccionado en la primera ronda en la Reunión Anual de Selección de Jugadores de la NFL de 2018. Hizo su debut profesional con el equipo Jacksonville Jaguars, en el cual jugó cuatro temporadas (2018-2022), después pasó a Cleveland Browns (2022-2023), luego a Indianapolis Colts, donde lleva jugando una temporada.